# Viljem Osvajalec
Viljem I. (1028–9. september 1087), običajno znan kot Viljem Osvajalec in včasih Viljem Bastard, je bil prvi normanski kralj Anglije, ki je vladal od leta 1066 do svoje smrti leta 1087. Potomec Rolla je bil od leta 1035 naprej vojvoda Normandije (kot vojvoda Viljem II.). Po dolgem boju za vzpostavitev svoje moči je bilo do leta 1060 njegovo vladanje v Normandiji varno, šest let pozneje pa je začel osvajati Anglijo. Preostanek njegovega življenja so zaznamovali boj za utrditev položaja v Angliji in njegovih celinskih ozemljih in težave z najstarejšim sinom.
Viljem je bil sin neporočenega Roberta I., vojvode Normandije, in Robertove ljubice Herleve. Njegova nezakonskost in njegova mladost sta mu povzročili nekaj težav, potem ko je nasledil svojega očeta, kakor tudi anarhija, ki je vladala v prvih letih njegovega vladanja. V otroštvu in mladosti so se člani normanske aristokracije borili drug proti drugemu za nadzor nad otroškim vojvodom in lastne cilje. Leta 1047 je Viljem zadušil upor in začel uveljavljati svojo oblast nad vojvodstvom, proces, ki ni bil dokončan do leta 1060. Njegova poroka v 1050-ih z Matildo Flandrijsko mu je omogočila močnega zaveznika v sosednji grofiji Flandriji. Ob poroki je Viljem lahko uredil imenovanja svojih podpornikov kot škofov in opatov v normanskih cerkvah. Utrjevanje moči mu je omogočilo, da je razširil svoja obzorja in v letu 1062 uspel pridobiti nadzor nad sosednjo grofijo Maine.
V 1050-ih in zgodnjih 1060-ih je Viljem postal kandidat za angleški prestol, saj je bil Edvard Spoznavalec, ki je bil brez otrok, njegov prvi bratranec, ko je bil odstranjen. Bilo je še nekaj mogočih upravičencev, vključno z močnim angleškim grofom Haroldom Godwinsonom, ki ga je leta 1066 za naslednika imenoval kralj Edvard na smrtni postelji. Viljem je trdil, da mu je Edvard predhodno obljubil prestol in da mu je Harold obljubil podporo pri tem. Viljem je zgradil veliko floto in napadel Anglijo septembra 1066, odločno premagal in 14. oktobra 1066 ubil Harolda v bitki pri Hastingsu. Po nadaljnjih vojaških prizadevanjih je bil Viljem kronan na božični dan leta 1066 v Londonu. Na začetku leta 1067 se je dogovoril za vodenje Anglije, preden se je vrnil v Normandijo. Sledilo je nekaj neuspešnih uporov, vendar je bil do leta 1075 Viljemovo vladanje v Angliji večinoma varno, kar mu je omogočilo, da je preživel večino preostalega časa na celini.
Njegova zadnja leta so zaznamovale težave na njegovih celinskih ozemljih, težave z najstarejšim sinom, ogrožali pa so ga tudi vdori Dancev v Anglijo. Leta 1086 je Viljem naročil pripravo knjig Domesday Book, ki prikazuje vse lastnike zemljišč v Angliji skupaj z njihovim imetjem. Viljem je umrl septembra 1087, ko je vodil kampanjo v severni Franciji in je bil pokopan v Caenu. Njegovo vladavino v Angliji so zaznamovale gradnja gradov, vzpostavitev novega normanskega plemstva na deželi in sprememba v sestavi angleške duhovščine. Ni poskušal vključiti svojih različnih področij v eno cesarstvo, temveč je še naprej vodil vsak del posebej. Viljemove posesti so bile razdeljene po njegovi smrti: Normandijo je dobil najstarejši sin Robert II., njegov drugi preživeli sin Viljem Rufus je dobil Anglijo.

## Ozadje
Vikingi (Norsemen) so najprej začeli obiskovati deželo, ki je kasneje postala Normandija, v poznem 8. stoletju. Stalno so se naselili pred letom 911, ko sta Rollo, eden voditeljev Vikingov, in kralj Karel III. Preprosti iz Francije dosegla sporazum o predaji grofije Rouen Rollu. Posesti okoli Rouena so postala jedro kasnejšega vojvodstva Normandije. Normandija je verjetno bila uporabljena kot oporišče, ko so se konec 10. stoletja obnovili napadi Vikingov na Anglijo, kar je poslabšalo odnose med Anglijo in Normandijo. V prizadevanjih za izboljšanje razmer je kralj Ethelred II. Nepripravljeni sprejel Emo iz Normandije, sestro normandijskega vojvode Riharda II. kot svojo drugo ženo leta 1002. 
Danski napadi v Angliji so se nadaljevali in Ethelred je poiskal pomoč pri Rihardu. Zatekel se je v Normandijo leta 1013, ko je danski kralj Sven Haraldsson (dansko Svend Tveskæg) odpeljal Ethelreda in njegovo družino iz Anglije. Svenova smrt v letu 1014 je omogočila, da se je Ethelred vrnil domov, vendar je Svenov sin Knut izpodbijal Ethelredova pričakovanja. Ethelred je nepričakovano umrl leta 1016, Knut pa je postal kralj Anglije. Ethelred in Ema sta imela dva sinova, Edvarda in Alfreda, ki sta odšla v izgnanstvo v Normandijo, medtem ko je njihova mati Ema postala druga Knutova žena.
Po Knutovi smrti leta 1035 je angleški prestol dobil Harold Harefoot, njegov sin s svojo prvo ženo, medtem ko je njegov danski sin Harthacnut postal kralj na Danskem. Anglija je ostala nestabilna. Alfred se je leta 1036 vrnil v Anglijo, da bi obiskal svojo mamo in morda izpodbijal Harolda kot kralja. Ena zgodba povezuje grofa Godwina iz Wessexa s smrtjo Alfreda, drugi pa krivijo Harolda. Ema je odšla v izgnanstvo v Flandrijo, dokler po Haroldovi smrti leta 1040 Harthacnut ni postal kralj, njegov polbrat Edvard pa je sledil Harthacnutu v Anglijo; Edvard je bil razglašen za kralja po Harthacnutovi smrti junija 1042. 

## Zgodnje življenje
Viljem se je rodil leta 1027 ali 1028 pri kraju Falaise v Normandiji, najverjetneje proti koncu leta 1028 . Bil je edini sin Roberta I., vojvode Normandije, sina Riharda II., vojvode Normandije. Njegova mati Herleva je bila hči Fulberta Falaiškega; Fulbert je bil morda strojar ali balzamer. Bila je morda pripadnica vojvodskega gospodinjstva, vendar se ni poročila z Robertom. Namesto tega se  je kasneje poročila s Herluinom de Contevillejem, s katerim je imela dva sinova: Oda iz Bayeuxa in Roberta, grofa iz Mortaina, in hčer, katere ime ni znano. Valter, eden od Herlevovih bratov, je postal Viljemov zagovornik in zaščitnik. Robert je imel hčer Adelizo s še eno ljubico.
Robert je 6. avgusta 1027 postal vojvoda Normandije in nasledil svojega starejšega brata Riharda III., ki mu je uspelo pridobiti naslov prejšnje leto. Robert in njegov brat sta bila v sporu za nasledstvo. Rihardova smrt pa je bila nenadna. Nekateri so Roberta obtožili, da je ubil svojega brata, a tega ni mogoče dokazati. V Normandiji so vladale nemirne razmere saj so plemiške družine prezirale Cerkev in Alan III. Bretanski je vodil vojno proti vojvodstvu kot poskus prevzema nadzora. Do leta 1031 je Robert zbral precejšnjo podporo plemičev, od katerih so mnogi postali vidni v Viljemovem življenju. Vključili so Robertovega strica, nadškofa Roberta, ki je prvotno nasprotoval vojvodi Osbernu, nečaku Gunnorju, ženi vojvode Riharda I. in grofu Gilbertu iz Brionna, vnuku Riharda I. Po njegovem pristopu je Robert nadaljeval podporo Normanom za angleške kneze Edvarda in Alfreda, ki sta bila še vedno v izgnanstvu v severni Franciji.
So znaki, da je Robert lahko na kratko dvoril hčerki kralja Knuta, vendar zakon ni bil sklenjen. Ni jasno, ali bi Viljem ostal v vrsti za dedovanje, če bi imel Robert zakonitega sina. Predhodni vojvode so bili nezakoniti, Viljemovo povezovanje z očetom pa na vojvodskih listinah kaže, da je Viljem veljal za Robertovega najverjetnejšega naslednika. Leta 1034 se je vojvoda Robert odločil, da se odpravi na romanje v Jeruzalem. Čeprav so ga nekateri njegovi podporniki poskušali odvrniti od potovanja, je Robert januarja 1035 sklical svet in združeni normanski bogataši so prisegli Viljemu kot njegovemu dediču pred odhodom v Jeruzalem. Umrl je v začetku julija v Nici ob vračanju v Normandijo. 

## Normandijski vojvoda

### Izzivi
Viljem se je spoprijemal z nekaterimi izzivi, ko je postal vojvoda, tudi s svojim nezakonskim rojstvom in mladostjo: po dokazih je imel takrat sedem ali osem let. Užival je podporo svojega velikega strica nadškofa Roberta, pa tudi francoskega kralja Henrika I., ki mu je omogočil, da mu je uspelo v očetovem vojvodstvu. Podpora, dana izgnanim angleškim princem v poskusu vrnitve v Anglijo leta 1036 kaže, da so skrbniki nove vojske poskušali nadaljevati očetovo politiko, vendar je smrt nadškofa Roberta marca 1037 odstranila enega glavnih Viljemovih podpornikov in razmere v Normandiji so hitro postale kaotične. 
Anarhija v vojvodstvu je trajala do leta 1047 in nadzor mladega vojvode je bila ena prednostnih nalog tistih, ki so se borili za oblast. Sprva je zanj skrbel Alan iz Bretanje, ko je Alan umrl konec 1039 ali oktobra 1040, je Viljema prevzel Gilbert Brionne. Gilbert je bil umorjen v nekaj mesecih in tudi drugi skrbnik, Turchetil, je umrl v času Gilbertove smrti. Še en skrbnik, Osbern, je bil v zgodnjih 1040-ih v Viljemovem domu umorjen, medtem ko je vojvoda spal. Rečeno je, da je bil materin stric Valter občasno prisiljen skriti mladega vojvodo v hiše kmetov, čeprav je to zgodbo  lahko okrasil angleški kronist in benediktinski menih Vitalis. Zgodovinar Eleanor Searle navaja, da je bil Viljem vzgojen s tremi bratranci, ki so kasneje postali pomembni v njegovi karieri, to so bili Viljem fitzOsbern, Roger de Beaumont in Roger iz Montgomeryja. Čeprav so se številni norveški plemiči ukvarjali z lastnimi zasebnimi vojnami in spori med Viljemovim manjšinami, so še vedno priznali vojvodsko vlado, cerkvena hierarhija pa je podpirala Viljema.
Kralj Henrik je še naprej podpiral mladega vojvodo, vendar so se konec leta 1046 Viljemovi nasprotniki združili v uporu, ki je bil osrednji v Spodnji Normandiji in ga je vodil Guy iz Burgundije ob podpori Nigela, vikonta iz Cotentina, in Ranulfa, vikonta iz Bessina. Glede na zgodbe, ki imajo lahko legendarne poudarke, je bil poskus, da bi Viljema ujeli v Valognesu, vendar je pobegnil pod pokroviteljstvom teme in iskal zatočišče pri kralju Henriku. V začetku leta 1047 sta se Henrik in Viljem vrnila v Normandijo in sta zmagala v bitki pri Val-ès-Dunesu blizu Caena. Viljem je prevzel oblast v Normandiji in kmalu po bitki razglasil božje preverjanje (Treuga Dei) v svojem vojvodstvu, da bi omejil vojno in nasilje z omejevanjem dneva v letu, ko je bil boj dovoljen. Čeprav je bila bitka pri Val-ès-Dunesu prelomnica v Viljemovem nadzoru vojvodine, ni bila konec njegovega boja, da bi prevzel oblast nad plemstvom. V obdobju od 1047 do 1054 se je skoraj neprekinjeno vojskoval, z manjšimi krizami pa vse do leta 1060. 

### Utrditev moči
Naslednja Viljemova prizadevanja so bila proti Guyu Burgundskemu, ki se je umaknil na svoj grad v Brionne, ki ga je Viljem oblegal. Po dolgih prizadevanjih mu je leta 1050 uspelo izgnati Guya. Glede naraščajoče moči grofa Anžujskega, Geoffreyja Martela, se je Viljem pridružil kampanji proti njemu, zadnji znani med njima. Uspelo jim je zajeti trdnjavo Angevin. Geoffrey je poskušal razširiti svojo oblast v grofijo Maine, še posebej po smrti Hugha IV. iz te grofije leta 1051. Glavni nadzor nad grofijo Maine je imela družina Bellême, ki je nadzirala Bellême na meji grofije Maine in Normandije, kakor tudi utrdbe v Alençonu in Domfortu. Bellêmejem nadrejen je bil francoski kralj, Domfort pa je bil pod prevlado Geoffreyja Martela in vojvoda Viljem je bil Alençonu nadrejen. Družina Bellême, katere ozemlje je bilo precej strateško nameščeno med tremi različnimi nadrejenimi, je lahko igrala z vsakim od njih proti drugim in jim zagotovila dejansko neodvisnost. 
Po smrti Hugha iz Maine je Geoffrey Martel zasedel Maine v tekmi z Viljemom in kraljem Henrikom; sčasoma jim je uspelo speljati Geoffreyja iz grofije in v tem času je Viljem lahko zase zagotovil družinske Bellêmejeve trdnjave v Alençonu in Domfortu. Tako je lahko uveljavil svojo prevlado nad družino Bellême in jo prisilil, da je delovala dosledno v interesu Normanov. Leta 1052 sta se kralj in Geoffrey Martel združila proti Viljemu, ko so nekateri normanski plemiči začeli nasprotovati Viljemovi rastoči moči. Viljem se je ukvarjal z vojaškimi akcijami zoper svoje plemiče vse do leta 1053, pa tudi z novim nadškofom Rouena Maugerjem. Februarja 1054 so kralj in normanski uporniki začeli dvojni vdor na vojvodino. Henrik je vodil glavno pot skozi grofijo Évreux, medtem ko je drugo krilo pod kraljevim bratom Odom napadlo vzhodno Normandijo.
Viljem je moral svoje sile razdeliti na dve skupini. Prva se je spoprijela s Henrikom, druga, ki je vključevala nekatere Viljemove čvrste podpornike, kot so Robert, grof Eu, Walter Giffard, Roger Mortemer in Viljem de Warenne, se je spoprijela z drugo silo. Ta druga vojska je premagala napadalce v bitki pri Mortemerju. Poleg umiritve obeh vdorov je bitka omogočila cerkvenim navijačem, da so Maugerja umaknili iz nadškofije Rouen. Mortemer je tako zaznamoval še eno prelomno točko pri Viljemovem naraščajočem nadzoru vojvodine, čeprav se je njegov spor s francoskim kraljem in grofom Anžujskim nadaljeval do leta 1060. Henrik in Geoffrey sta leta 1057 še enkrat vdrla v Normandijo in bila poražena v bitki pri Varavillu. To je bil zadnji vdor v Normandijo v Viljemovem življenju. Leta 1058 je Viljem prišel v okrožje Dreux in prevzel Tillieres-sur-Avre in Thimert. Henrik je poskušal Viljema pregnati, vendar se je obleganje Thimerta vleklo dve leti do Henrikove smrti. Smrt grofa Geoffreyja in kralja leta 1060 je utrdila premik v ravnovesju moči proti Viljemu. 
Eden od Viljemovih dogodkov je bila njegova poroka z Matildo Flandrijsko, hčerjo grofa Baldwina V. iz Flandrije. Zveza je bila sklenjena leta 1049, vendar je papež Leon IX. oktobra 1049 prepovedal sklenitev poroke na koncilu v Rheimsu. Poroka je bila kljub temu sklenjena v zgodnjih 1050-ih, ki je papež ni kaznoval. Glede na vir, ki na splošno ne šteje za zanesljivega, papeška sankcija ni bila varna do leta 1059, vendar pa so bili odnosi med papeško-normansko vojsko v desetih letih na splošno dobri, normanski duhovniki pa so lahko brez težav obiskali Rim. Papeška sankcija poroke je zahtevala ustanovitev dveh samostanov v Caenu – enega naj bi ustanovil Viljem in enega Matilda. Poroka je bila pomembna pri okrepitvi Viljemovega statusa, saj je bila Flandrija eno močnejših francoskih ozemelj s povezavami do francoske kraljeve hiše in nemških cesarjev. Sodobni pisatelji so menili, da je bila poroka, ki je ustvarila štiri sinove in pet ali šest hčerk, uspešna.

### Videz in značaj
Noben verodostojen Viljemov portret ni bil najden. Njegove podobe na  tapiseriji iz Bayeuxa ter njegovi pečati in kovanci so konvencionalne predstavitve, namenjene uveljavljanju njegove avtoritete. Je nekaj pisnih opisov trmastega in robustnega videza z glasnim glasom. Užival je v odličnem zdravju do starosti, čeprav je v kasnejšem življenju postal precej debel. Bil je dovolj močan, da je potegnil loke, ki jih drugi niso mogli potegniti in bil zelo vzdržljiv. Geoffrey Martel ga je opisal kot borca in konjenika. Preiskava Viljemove stegnenice, edine kosti, ki je ohranjena, ko so uničili preostanek njegovih posmrtnih ostankov, je pokazala, da je bil visok približno 1,75 metra.
Obstajajo zapisi dveh mentorjev mladega vojvode v poznih 1030-ih in zgodnjih 1040-ih, vendar je obseg Viljemovega izobraževanja nejasen. Ni bil znan kot pokrovitelj avtorjev in malo je dokazov, da je sponzoriral učenjake ali druge intelektualne dejavnosti. Orderik Vitalis ugotavlja, da se je Viljem poskušal naučiti branja starega angleškega jezika pozno v življenju, vendar ni mogel posvetiti dovolj časa naporu in se mu je hitro odrekel. Zdi se, da je bil Viljemov glavni hobi lov. Zdi se, da je bil njegov zakon s Matildo zelo ljubeč. Srednjeveški pisci so Viljema kritizirali zaradi pohlepa in krutosti, vendar so njegovo osebno bogastvo cenili sodobniki. 

### Normanska uprava
Normanska vlada pod Viljemom je bila podobna vladi, ki je obstajala pod starejšimi vojvodami. To je bil precej preprost upravni sistem, zgrajen okrog vojvodskega gospodinjstva, ki ga je sestavljala skupina uradnikov, tudi stevardi, služabniki (butlerji) in maršali. Vojvoda je nenehno potoval po vojvodini, potrjeval listine in zbiral prihodke. Večina dohodkov je prihajala iz vojvodskih posesti, pa tudi od cestnin in nekaj davkov. Ta dohodek je pobrala komora, eden od oddelkov. 
Viljem je v svoji vojvodini vzgojil tesne odnose s cerkvijo. Sodeloval je v cerkvenih svetih in opravil več imenovanj normanskih škofov, vključno imenovanje Maurilija za nadškofa Rouena. Še eno pomembno imenovanje je bil Viljemov polbrat Odo za škofa Bayeuxa leta 1049 ali 1050. Prav tako se je opiral na duhovščino za nasvet, vključno na Lanfranca, ne Normana, ki je v poznih 1050-ih postal eden izmed pomembnih Viljemovih svetovalcev in ostal še v 1060-ih. Viljem je bil velikodušen do Cerkve, med 1035 do 1066 je normanska aristokracija ustanovila vsaj 20 novih samostanskih hiš, vključno z obema samostanoma v Caenu.

## Angleško nasledstvo
Po smrti Edvarda Spoznavalca, ki je bil brez otrok, so se za angleško krono potegovali trije: Viljem, Harold Godwinson in Viking kralj Harald III. Sigurdsson. Viljem je imel neposredno krvno sorodstvo s kraljevo družino prek svoje tete Eme (bila je Edvardova mati). Viljem se je precej zanašal na to, da bo kralj, ker mu je Edvard obljubil krono, ko je bil pri njem na obisku v Londonu.
Januarja 1066 je bil kljub Edvardovi oporoki in po glasovanju zbora modrih (witenagemot) Harold Godwinson okronan za kralja Anglije. Takoj po kronanju je novi kralj sestavil veliko floto ladij in zbral pehoto v obrambo svojega prestola. Harold se je po zmagi nad svojim bratom Tostigom Godwinsonom in Haraldom Hardradom na severu spoprijel z Viljemom na jugu. Njune sile so se spopadle v bitki pri Hastingsu, v kateri je bil Harold ustreljen s puščico v oko in ubit.

### Bitka pri Hastingsu
13. oktobra je Viljem prejel novice, da se je že oslabljena Haroldova vojska približevala iz Londona in ob zori naslednjega dne je Viljem zapustil grad s svojo vojsko in se napotil proti sovražniku.
Bitka pri Hastingsu je trajala cel dan. Čeprav so bile številke na obeh straneh precej enake, je imel Viljem pehoto in konjenico z lokostrelci, Harold pa je imel samo pehoto in samo nekaj lokostrelcev.

### Pohod proti Londonu
Viljem je dva tedna čakal na uradno predajo angleške krone, ampak witenagemot je oklical za kralja precej mladega Edgarja Æthelinga. Takoj je bila Viljemova naslednja tarča London. Iz svoje utrdbe v Kentu je ponosno s svojo vojsko korakal in s tem vlival strah angleškim prebivalcem. Toda Viljem je bil poražen na Londonskem mostu in se je odločil, da bo napadel London s severovzhoda. Po pehotnih okrepitvah je prečkal Temzo skozi Wallingford in tam v zgodnjem decembru prisilil nadškofa Stiganda v predajo. Čez nekaj dni  mu je Æthling osebno izročil krono v Berkhamstedu. Kot Viljem I. je bil kronan za božič 1066 v Westministrski opatiji.

## Utrditev

### Prvi ukrepi
Viljem je po kronanju ostal v Angliji in poskušal pomiriti domače plemiče. Preostali  grofi – Edvin (iz Mercije), Morkar (Northumbrije) in Waltheof (iz Northamptona) – so bili potrjeni v svojih deželah in naslovih. Waltheof je bil poročen z Viljemova nečakinjo Judith, predlagana je bila tudi poroka med Edvinom in eno od Viljemovih hčera. Videti je, da je Edgar Etheling dobil posesti. Iste škofe so še naprej imeli cerkveni uradi kot pred vdorom, tudi Stigand. Toda družine Harolda in njegovih bratov so izgubile svoje posesti, pa tudi nekateri drugi, ki so se borili proti Viljemu v Hastingsu. Do marca je bil Viljem dovolj varen, da se je vrnil v Normandijo, vendar je vzel s seboj Stiganda, Morkarja, Edvina, Edgarja in Waltheofa. Zapustil je svojega polbrata Oda, škofa iz Bayeuxa, ki je bil odgovoren za Anglijo, skupaj z drugim vplivnim podpornikom Viljemom FitzOsbernom, sinom nekdanjega skrbnika. Moški sta bila imenovana za grofa – fitzOsbern v Herefordu (ali Wessexu) in Odo v Kentu. Čeprav je imenoval dva Normana, je obdržal številne angleške šerife. Nekoč v Normandiji je novi angleški kralj odšel v Rouen in opatijo Fecampa, nato pa se je udeležil posvečenja novih cerkva v dveh normanskih samostanih.
Medtem ko je bil Viljem v Normandiji, je nekdanji zaveznik Eustace, grof Boulonjski, napadel v Dovru, vendar je bil zavrnjen. Začel se je tudi odpor Angležev. Edrik Divji je napadel Hereford in upore v Exetru, kjer je bila Haroldova mati Gita v središču upora. FitzOsbern in Odo sta težko nadzorovala domorodno prebivalstvo in sta se lotila gradnje grajskih zgradb, da bi ohranila kraljestvo. Viljem se je vrnil v Anglijo decembra 1067 in odšel v Exeter, ki ga je oblegal. Mesto je vzdržalo 18 dni in ko ga je Viljem zavzel, je zgradil grad, da bi zagotovil nadzor. Haroldovi sinovi so medtem napadli jugozahodno Anglijo iz oporišča na Irskem. Njihove sile so pristale blizu Bristola, vendar jih je Eadnoth premagal. V Britaniji je bil Viljem v Winchestru, kjer se mu je kmalu pridružila njegova žena Matilda, ki je bila okronana maja 1068. 

### Angleški odpor
Leta 1068 sta se Edvin in Morkar uprla, podprl ju je Gospatric, grof Northumbrijski. Kronist Orderik Vitalis navaja, da je bil Edvinov razlog za upor predlagana poroka med njim in eno od Viljemovih hčera, ki se ni zgodila, drugi razlogi pa so bili verjetno naraščajoča moč Viljema fitzOsberna v Herefordshiru, ki je vplivala na Edvinovo moč v lastni grofiji. Kralj je na Edvinovih posestih zgradil grad v Warwicku. Edvin in Morkar sta se pokorila, vendar je Viljem nadaljeval gradnjo v Yorku in Nottinghamu, preden se je vrnil na jug. Na svoji jugozahodni poti je kralj začel graditi gradove v Lincolnu, Huntingdonu in Cambridgeu. Imenoval je podpornike, ki so bili odgovorni za te nove utrdbe, med njimi Viljema Peverela v Nottinghamu in Henryja Beaumontskega v Warwicku. Potem se je kralj leta 1068 vrnil v Normandijo. 
V začetku leta 1069 se je Edgar Eheling uprl in napadel York. Čeprav se je Viljem vrnil v York in zgradil še en grad, je Edgar ostal svoboden in se jeseni pridružil kralju Svenu z Danskega. Danski kralj je pripeljal veliko floto v Anglijo in napadel York, Exeter in Shrewsbury. York so zasedle združene sile Edgarja in Svena. Edgarja so njegovi podporniki razglasili za kralja, vendar se je Viljem hitro odzval, pri tem pa je podcenjeval celinski upor v Le Mansu. Viljem je simbolično nosil svojo krono v ruševine Yorka na božični dan leta 1069. Edgar, ki je izgubil večino podpore, je pobegnil na Škotsko, kjer je bil kralj Malcolm III. poročen z Edgarjevo sestro Margaret. Waltheof, ki se je pridružil uporu, se je skupaj z Gospatricom vdal, oba pa sta imela možnost zadržati svoja posestva. A Viljem še ni končal. Čez zimo je korakal čez Pennines in premagal preostale upornike v Shrewsburyju pred gradnjo gradov v Chestru in Staffordu. Ta pohod, ki je vključeval požiganje in uničenje dela podeželja, kar so počele kraljeve sile, je običajno znan kot "Pregon severa" (Harrying of the North). Končal se je aprila 1070, ko je Viljem na obredu nosil svojo krono za veliko noč v Winchestru. 

### Cerkvene zadeve
Medtem ko se je v Winchestru leta 1070 Viljem srečal s tremi papeškimi legati – Johnom Minutusom, Petrom in Ermenfridom iz Siona –, ki jih je poslal papež Aleksander II. Legati so slovesno obkrožili Viljema na velikonočnem dvoru. Zgodovinar David Bates vidi to kronanje kot slovesen papeški "pečat odobritve" Viljemove osvojitve. Legati in kralj so nato nadaljevali z vrsto cerkvenih svetov, namenjenih reformiranju in reorganizaciji angleške cerkve. Stigand in njegov brat, Ethelmer, škof Elmham, so bili odstranjeni kot škofje. Nekateri domači opati so bili tudi odpuščeni. Koncil v Whitsunu je imenoval Lanfranca za novega canterburyjskega nadškofa in Thomasa Bayeuxa za novega nadškofa v Yorku, ki je zamenjal Ealdreda, ki je umrl septembra 1069. Za Viljemovega polbrata Oda bi morda pričakovali, da bo imenovan v Canterburyju, toda Viljem verjetno ni želel dati toliko moči družinskemu članu. Drugi razlog za imenovanje je lahko bil pritisk papeža, da imenuje Lanfranca. Normanski duhovniki so bili imenovani kot zamenjava izgnanih škofov in opatov, ob koncu postopka pa sta ostala samo dva domorodna angleška škofa skupaj z več celinskimi prelati, ki jih je imenoval Edvard Spoznavalec. Leta 1070 je Viljem ustanovil tudi opatijo Battle, nov samostan na kraju bitke pri Hastingsu, deloma kot pokoj za mrtve v bitki in deloma kot spomin na mrtve. 

## Težave v Angliji in na celini

### Danski vpadi in upor
Čeprav je Sven obljubil da bo zapustil Anglijo, se je spomladi leta 1070 vrnil v Humber in vzhodno Anglijo proti Isle of Ely, kjer se je pridružil skupaj s Herewardom Wakom lokalnim plemičem. Sile Herewarda so napadle opatijo Peterborough, ki so jo zajeli in oplenili. Viljem je leta 1070 zagotovil Svenov odhod in odhod njegove flote, kar mu je omogočilo, da se je vrnil na celino, da bi se spopadel s težavami v Le Mansu, kjer se je mesto Le Mans leta 1069 uprlo. Druga skrb je bila smrt grofa Baldvina VI. iz Flandrije julija 1070, kar je povzročilo krizo nasledstva, ko je njegova vdova, Richilde, odločala za svoja dva mlada sinova, Arnulfa in Baldvina. Njeni vladavini je nasprotoval Robert, Baldvinov brat. Richilde je predlagala poroko Viljemu FitzOsbernu, ki je bil v Normandiji in ta jo je sprejel. Toda po smrti februarja 1071 v bitki pri Casselu je Robert postal grof. Nasprotoval je moči kralja Viljema na celini, tako da je bitka pri Casselu vznemirila ravnovesje moči v severni Franciji, Viljem pa je dobil pomembnega nasprotnika.
Leta 1071 je Viljem premagal zadnji upor na severu. Grofa Edvina so izdali njegovi možje in ga ubili, medtem ko je Viljem zgradil pot, ki je poskrbela za Isle of Ely, kjer sta se skrivala Hereward Wake in Morkar. Morkar je bil ujet, izgubil je grofijo in bil zaprt. Leta 1072 je Viljem napadel Škotsko, premagal Malcolma, ki je nedavno napadel severno Anglijo. Viljem in Malcolm sta se dogovorila za mir s podpisom Abernethyjske pogodbe in Malcolm se je verjetno odrekel svojemu sinu Duncanu kot talcu za mir. Morda je bila druga določba pogodbe izgon Edgarja Ethelinga iz Malcomovega dvora. Viljem se je nato vrnil na celino in se v začetku leta 1073 vrnil v Normandijo, da bi se ukvarjal z vdorom Fulka Le Rechina, grofa Anžujskega. Viljem je s hitro akcijo zajel Le Mans in dokončal pohod do 30. marca 1073. Zaradi tega je bila Viljemova moč v severnem delu Francije varnejša, vendar je novi grof Flandrije sprejel Edgarja Ethelinga na dvor. Robert je svojo polsestro Berto poročil s francoskim kraljem Filipom I., ki je nasprotoval normanski moči.
Viljem se je vrnil v Anglijo, da je svojo vojsko leta 1073 razpustil, a se je hitro vrnil v Normandijo, kjer je preživel leto 1074. Anglijo je zapustil v rokah svojih podpornikov, med njimi Richarda fitzGilberta in Viljema de Warenneja, pa tudi Lanfranca. Viljemova sposobnost, da zapusti Anglijo za celo leto, je bil znak, da je čutil, da je bil njegov nadzor nad kraljestvom varen. Medtem ko je bil Viljem v Normandiji, se je Edgar Etheling vrnil iz Flandrije na Škotsko. Francoski kralj, ki se je osredotočil na tiste, ki so nasprotovali Viljemovi moči, je nato predlagal, da Edgar dobi grad Montreuil-sur-Meru v Rokavskem prelivu, kar bi Edgarju dajalo strateško prednost pred Viljemom. Edgar je bil  kmalu zatem prisiljen se podrediti Viljemu in se vrniti na Viljemov dvor. Filip, čeprav mu ta poskus ni uspel, se je obrnil v Bretanjo, kar je vodilo k uporu leta 1075.

### Upor grofov
Leta 1075 sta se med Viljemovo odsotnostjo Ralph de Gael, grof Norfolški in grof Hereforda Roger de Breteuil, zavzemala za zavrnitev Viljema. Ralph je bil vsaj delno Bretonec, saj je večino svojega življenja pred letom 1066 preživel v Bretanji, kjer je še vedno imel posesti. Roger je bil Norman, sin Viljema fitzOsberna, vendar je podedoval manj oblasti, kot je je imel njegov oče. Zdi se, da je bila tudi Ralphova avtoriteta manjša kot njegovih predhodnikov, kar je verjetno vzrok upora.
Točen razlog za upor je nejasen, vendar se je začel na Ralphovi poroki z Rogerjevo sorodnico, ki je potekala na Exningu v Suffolku. Še en grof, Waltheof, čeprav je bil eden Viljemovih favoritov, je bil vpleten in nekaj bretonskih lordov se je bilo pripravljeno upreti v podporo Ralphu in Rogerju. Ralph je zahteval tudi dansko pomoč. Viljem je ostal v Normandiji, medtem ko so njegovi možje v Angliji zatrli upor. Medtem je danski kraljev brat Knut končno prispel v Anglijo s floto 200 ladij, vendar je bil prepozen, ker se je Norwich že predal. Danci so nato napadli ob obali, preden so se vrnili domov. Viljem se je vrnil v Anglijo pozneje leta 1075, da bi se spopadel z dansko grožnjo, zapustil svojo ženo Matildo, ki je bila dogovorna za Normandijo. V Winchestru je praznoval božič in se ukvarjal s posledicami upora. Roger in Waltheof sta bila zaprta in Waltheof je bil ubit maja 1076. Pred tem se je Viljem vrnil na celino, kjer je Ralph nadaljeval upor iz Bretanje.

### Težave doma in v tujini
Grof Ralph je zagotovil nadzor nad gradom pri Dolu v Bretanji, septembra 1076 pa je Viljem napredoval v Bretanjo in grad oblegal. Francoski kralj Filip je kasneje odpravil obleganje in porazil Viljema pri Dolu in ga prisilil, da se umakne nazaj v Normandijo. Čeprav je bil to prvi Viljemov poraz v bitki, je malo spremenil stvari. Anžujski napad na Le Mans je bil zatrt konec leta 1076 ali 1077, medtem ko je bil grof Fulk le Rechin ranjen v neuspešnem napadu. Resnejši je bil umik Simona de Crépyja, grofa Amiensa, v samostan. Preden je postal menih, je Simon predal grofijo Vexin kralju Filipu. Vexin je bil pasivna država med Normandijo in deželami francoskega kralja, Simon pa je bil Viljemov podpornik. Viljem se je lahko sporazumel s Filipom leta 1077 in konec leta  1077 ali zgodaj 1078 zagotovil premirje z grofom Fulkom. 
Konec leta 1077 ali zgodnjih 1078 so se začele težave med Viljemom in njegovim najstarejšim sinom Robertom. Orderik Vitalis trdi, da je že prej zahteval nadzor nad Mainsom in Normandijo in je bil zavrnjen. Težave v letih 1077 ali 1078 so privedle do tega, da je Robert zapustil Normandijo, spremljala ga je skupina mladih moških, mnogi pa so bili sinovi Viljemovih podpornikov. Med njimi so bili Robert iz Bellema, Viljem de Breteuil in Roger, sin Richarda fitzGilberta. Ta skupina mladeničev je odšla v grad Remalard, od koder so napadli Normandijo. Viljem je takoj napadel upornike in jih odpeljal iz Remalarda, vendar jim je kralj Filip dal grad v Gerberoiju, kjer so se jim pridružili novi privrženci. Viljem je nato januarja 1079 oblegal Gerberoi. Po treh tednih so sile iz gradu uspele presenetiti oblegovalce. Viljem je Roberta stresel iz sedla in neki Anglež ga je rešil smrti. Viljemove sile so bile prisiljene končati obleganje, kralj pa se je vrnil v Rouen. Do 12. aprila 1080 sta Viljem in Robert dosegla premirje, pri čemer je Viljem še enkrat potrdil, da bo Robert ob njegovi smrti dobil Normandijo.
Viljemov poraz v Gerberoiju je povzročil težave v severni Angliji. V avgustu in septembru 1079 je kralj Malcolm Škotski napadel južno od reke Tweed, uničil deželo med rekama Tees in Tweed v napadu, ki je trajal skoraj mesec dni. Odsotnost odziva Normanov je povzročila, da so se Northumbrijci spomladi leta 1080 uprli  vladavini Walcherja, škofa Durhama in grofa Northumbrije. Škof je bil umorjen 14. maja 1080, Viljem pa je poslal svojega polbrata Oda, da bi zatrl upor. Viljem je julija 1080 odšel iz Normandije, jeseni pa sina Roberta poslal proti Škotom. Robert je napadel Lothian in prisilil Malcolma, da se je strinjal s pogoji, to je gradnja utrdbe v kraju Newcastle-on-Tyne, medtem ko se je vrnil v Anglijo. Kralj je bil v Gloucestru za božič 1080 in Winchestru za binkošti leta 1081, ob obeh priložnostih je nosil krono. Anglosaška kronika navaja, da je bila to vojaška akcija, vendar valižanski viri pišejo o romanju v St. Davida v čast svetemu Davidu. Viljemov biograf David Bates trdi, da je prejšnja razlaga verjetnejša, saj pojasnjuje, da se je v Walesu pred nedavnim premaknilo ravnovesje moči in da bi Viljem želel izkoristiti spremenjene okoliščine in razširiti moč Normanov. Do konca leta 1081 se je Viljem vrnil na celino in se ukvarjal z motnjami v Le Mansu. 

### Zadnja leta
Viri za dejanja Viljema med 1082 in 1084 so skromni. Po besedah zgodovinarja Davida Batesa to verjetno pomeni, da se je malo zgodilo in ker je bil Viljem na celini, ni bilo nič zapisano v Anglosaški kroniki. Leta 1082 je Viljem naročil prijetje svojega polbrata Oda. Natančni razlogi niso jasni, saj noben sodoben avtor ni zapisal, kaj je povzročilo prepir med pol bratoma. Orderik Vitalis je kasneje zapisal, da je Odo želel postati papež. Orderik je prav tako trdil, da je Odo poskušal prepričati nekatere Viljemove vazale, da se pridružijo Odu, ko je napadel južno Italijo. To bi bilo neupoštevanje kraljeve avtoritete, česar Viljem ne bi dopustil. Čeprav je Odo ostal v zaporu ves preostali čas Viljemovega vladanja, njegove posesti niso bile zaplenjene. Še več težav se je zgodilo leta 1083, ko se je Viljemov najstarejši sin Robert še enkrat uprl s podporo francoskega kralja. Nadaljnji udarec je bila smrt Matilde, Viljemove žene, 2. novembra 1083. 
Viljemovi ukrepi med letoma 1084 in 1085 so nejasni, v Normandiji je bil za veliko noč 1084, a je bil morda v Angliji pred tem, da je zbiral danegeld, ocenil to leto za obrambo Anglije proti vdoru kralja Knuta IV. z Danskega. Čeprav so angleške in norveške sile ostale pozorne vse leto 1085 in 1086, se je grožnja vdora končala s Knutovo smrtjo julija 1086.

### Domesday Book
Za božič 1085 je Viljem naročil pripravo popisa zemljišč, ki jih imajo sam in njegovi vazali po vsem kraljestvu, ki je organizirano po grofijah. Posledica je Domesday Book. Seznam za vsako grofijo daje deleže vsakega zemljišča glede na lastnika. Seznami opisujejo gospodarstvo, ki je imel zemljišče pred osvajanjem, njegovo vrednost, kakšna je bila davčna obremenitev in po navadi število kmetov, plugov in drugih pripomočkov in virov, ki jih ima gospodarstvo. Mesta so bila navedena ločeno. Vključene so bile vse angleške grofije južno od rek Tees in Ribble, celotno delo pa je bilo večinoma končano do 1. avgusta 1086, ko Anglosaška kronika poroča, da je Viljem dobil podatke in da so vsi glavni posestniki prisegli (salisburyjska prisega), s čimer so obnovili svojo prisego zvestobe. Natančna Viljemova motivacija za popis je nejasna, vendar je verjetno imel več namenov, ne le popis fevdalnih obveznosti in utemeljitev obdavčitve. 

## Smrt in posledice
Viljem je zapustil Anglijo ob koncu leta 1086. Po prihodu nazaj na celino je poročil svojo hčer Konstanco z Alanom Fergantom, vojvodom Bretanje, v podporo svoji politiki iskanja zaveznikov proti francoskim kraljem. Viljemov sin Robert, ki je bil še vedno povezan s francoskim kraljem Filipom I.,   je verjetno spet povzročal težave, tako da je Viljem julija 1087 začel vojni pohod proti francoskemu Vexinu. Medtem ko je izkoristil Mantesa, je Viljem zbolel ali se je poškodoval s svojim sedlom. Odšel je v opatijo Saint Gervase pri Rouenu, kjer je umrl 9. septembra 1087.  Poznavanje dogodkov, ki so se zgodili pred njegovo smrtjo, so zmedeni zaradi dveh različnih zapisov: Orderik Vitalis ohranja dolgotrajen opis, skupaj z govori številnih ljudi, vendar je to verjetno večji del tega, kako bi moral umreti kralj zaradi dejanskega dogodka; drugi opis, De Obitu Willelmi ali O smrti Viljema, pa je kopija dveh knjig iz 9. stoletja s spremenjenimi imeni. 
Viljem je zapustil Normandijo Robertu in skrbništvo nad Anglijo drugemu preživelemu sinu, tudi Viljemu, z domnevo, da bo postal kralj. Najmlajši sin Henrik je dobil denar. Ko je zaupal Anglijo svojemu drugemu sinu, je starejši Viljem poslal mlajšega Viljema v Anglijo 7. ali 8. septembra s pismom Lanfrancu, v katerem je nadškofu naročil, naj pomaga novemu kralju. Zapuščina je vključevala darila cerkvi in denar, ki naj bi bili razdeljeni revnim. Viljem je tudi odredil, naj se izpustijo vsi njegovi zaporniki, tudi njegov polbrat Odo. 
Viljemovi smrti je sledil nered; vsi, ki so bili ob smrtni postelji, so zapustili pokojnika v Rouenu in pohiteli po svojih opravkih. Sčasoma so se duhovniki v Rouenu dogovorili, da bodo pokojnika poslali v Caen, kjer je Viljem želel biti pokopan v moški opatiji. Na pogrebu so bili škofje in opati Normandije in njegov sin Henrik, a vznemirjala je trditev meščanov Caena, ki so trdili, da je bila njegova družina nezakonito pokopana v deželi, v kateri je bila zgrajena cerkev. Po naglih posvetovanjih se je pokazalo, da je trditev resnična in jim je bilo povrnjeno nadomestilo. Nadaljnja nerodnost je nastala, ko so truplo spustili v grobnico. Trup je bil prevelik in ko so služabniki potisnili truplo v grob, je počilo in po cerkvi se je širil gnusen vonj.
Viljemov grob je trenutno označen z marmornato ploščo v latinici, napisani v začetku 19. stoletja. Grob je bil večkrat moten, prvič leta 1522, ko je bil grob odprt na ukaz papeža. Nepoškodovano truplo je bilo tedaj obnovljeno v grobu, leta 1562 pa je bil med francoskimi verskimi vojnami grob ponovno odprt in kosti razpršene in izgubljene, razen ene stegenske kosti. Ta relikvija je bila obnovljena leta 1642 z novo oznako, ki je bila 100 let kasneje nadomeščena s celovitejšim spomenikom. Ta grob je bil spet uničen med francosko revolucijo, vendar je bil sčasoma nadomeščen, kot je danes. 

## Zapuščina
Neposredna posledica Viljemove smrti je bila vojna med njegovima sinovoma Robertom in Viljemom za nadzor nad Anglijo in Normandijo. Tudi po smrti mlajšega Viljema leta 1100 in prevzemu krone brata Henrika, sta Normandija in Anglija ostali spor med bratoma do leta 1106, ko je Henrik Roberta zajel v bitki pri Tinchebrayu. Težave z nasledstvom so povzročile izgubo oblasti v Normandiji, pri čemer si je aristokracija povrnila večino moči, ki so jo izgubili pod starejšim Viljemom. Njegovi sinovi so prav tako izgubili večino svojega nadzora nad grofijo Le Mans, ki se je uprla leta 1089 in je potem še naprej ostala večinoma brez normanskega vpliva. 
Učinek osvajanja Anglije je bil globok: spremembe v cerkvi, aristokraciji, kulturi in jeziku so vztrajale do sodobnega časa. Tesnejši je postal stik s Francijo in vezi med Francijo in Anglijo so trajale  še v srednjem veku. Druga posledica Viljemovega vdora je bila opuščanje prej tesnih vezi med Anglijo in Skandinavijo. Viljemova vlada je mešala prvine angleškega in normanskega sistema, rodil se je nov, ki je postavil temelje kasnejšega srednjeveškega kraljestva. O tem, kako nenadne in daljnosežne so bile spremembe, zgodovinarji še vedno razpravljajo, nekateri, kot je Richard Southern, pa trdijo, da je bila osvojitev ena najradikalnejših sprememb v evropski zgodovini med padcem Rima in 20. stoletjem. Drugi, kot sta H. G. Richardson in G. O. Sayles, vidijo spremembe, ki jih je prinesla zasedba manj radikalne. Zgodovinar Eleanor Searle opisuje vdor kot "načrt, ki ga ne bi upošteval noben vladar, razen Skandinavec".
Viljemovo vladanje je povzročilo zgodovinsko polemiko še pred njegovo smrtjo. V letih od osvajanja so politiki in drugi voditelji uporabili Viljema in dogodke njegovega vladanja, da bi ponazorili politične dogodke v angleški zgodovini. Med vladanjem kraljice Elizabete I. je nadškof Matthew Parker rekel, da je pokvaril čistočo angleške cerkve, ki jo je Parker poskušal obnoviti. V 17. in 18. stoletju so nekateri zgodovinarji in pravniki videli Viljemovo vladavino kot uvedbo "normanskega jarma" na anglosaške domove, razlog, ki se je v 19. stoletju nadaljeval z nadaljnjimi razlagami po nacionalističnih načelih. Ti različni spori so povzročili, da so ga nekateri zgodovinarji videli kot enega izmed ustvarjalcev veličine Anglije ali kot enega največjih porazov v angleški zgodovini. Drugi so gledali Viljema kot nasprotnika angleške ustave ali kot njenega ustvarjalca. 

## Družina in otroci
Viljem in njegova žena Matilda iz Flandrije sta imela vsaj devet otrok. Rojstni podatki fantov so jasni, za deklice pa ne.
1. Robert se je rodil med letoma 1051 in 1054, umrl je 10. februarja 1134. Bil je vojvoda Normandije, poročen s  Sybillo Conversansko, hčerjo Geoffreyja, grofa Converskega.
2. Rihard se je rodil pred 1056, umrl okoli 1075.
3. Viljem se je rodil med letoma 1056 in 1060, umrl 2. avgusta 1100. Bil je kralj Anglije, ubit v New Forestu.
4. Henrik se je rodil konec leta 1068, umrl je 1. decembra 1135. Bil je kralj Anglije, poročen je bil z Edith iz Škotske, hčerjo Malcolma III. Škotskega. Njegova druga žena je bila Adeliza iz Louvaina.
5. Adeliza (ali Adelida, Adelaide) je umrla pred letom 1113, menda je bila zaročena s Haroldom II., a verjetno nuna v samostanu svetega Légerja v Préauxu.
6. Cecilija (ali Cecily) se je rodila pred 1066, umrla je 1127, opatinja v cerkvi svete Trojice v Caenu.
7. Matilda se je rodila okrog leta 1061, umrla je morda približno 1086. Omenjena je v Domesday Book kot hči Viljema.
8. Constance je umrla 1090, poročena z Alanom IV. Fergent, vojvodom Bretanje.
9. Adela je umrla 1137, poročena s Stephenom, grofom iz Bloisa.

1# (verjetno) Agata, poročena z Alfonzom VI. iz Leona in Kastilije.
Ni dokazov o nobenih nezakonskih otrocih, rojenih Viljemu.